# اگساتاپورا
اگساتاپورا (به انگلیسی: Agasthapura) یک منطقهٔ مسکونی در هند است که در کارناتاکا واقع شده‌است.